# Lina Bejjani
Lina Bejjani (sinh ngày 29 tháng 8 năm 1984) là một vận động viên chạy nước rút người Lebanon. Cô đã thi đấu trong nội dung chạy 100 mét nữ tại Thế vận hội Mùa hè 2000 và bị loại sau khi xếp thứ 7 trong bài thi vòng loại đầu tiên của mình.